# Them Mushrooms

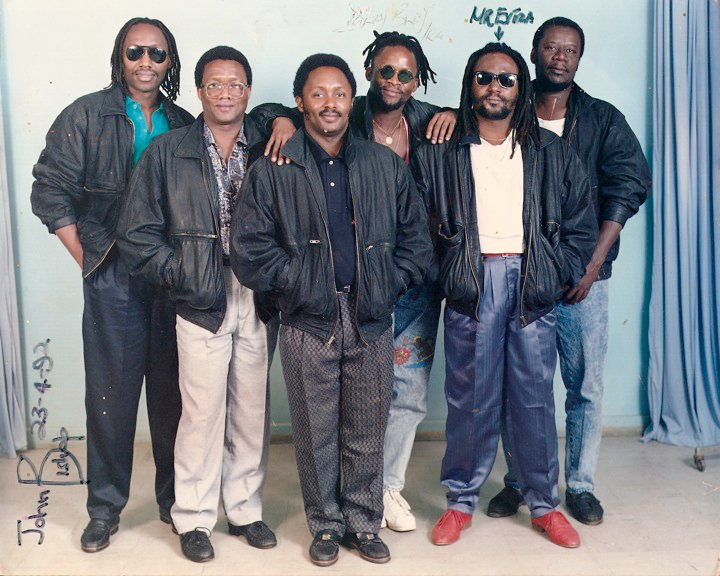
Them Mushrooms

Them Mushrooms ist eine kenianische Band. Stilistisch ist sie hauptsächlich traditionellen Elementen der Kultur der Bantu sowie zum Teil dem Reggae zuzuordnen. Die Gruppe, die als die erste über die Grenzen des Kontinents hinaus bekannte afrikanische Band gilt, produzierte unter wechselnder Besetzung eine Reihe von Studioalben.

## Geschichte
Them Mushrooms wurde 1969 unter dem Namen „Avenida Success“ in Mombasa gegründet und war von Beginn an familiär geprägt, da vier der sechs Gründungsmitglieder (Teddy Kalanda, Billy Sarro, George Zirro und John Katana) Brüder waren. Mit Dennis Kalume Harrison kam zwei Jahre später noch ein weiterer Bruder hinzu. Ein weiteres Jahr später, 1972, benannte man sich in Them Mushrooms um. Großen Erfolg hatte Them Mushrooms 1982 mit dem Titel „Jambo Bwana“, der als einer der bekanntesten kenianischen Pop-Songs gilt und unter anderem von Boney M. gecovert wurde. Wie bei den meisten anderen Liedern der Band ist auch der Text von Jambo Bwana in Swahili gehalten. 
Bis 1986 spielte die Band in den Hotels an der Küste von Mombasa, ehe sie in die kenianische Hauptstadt Nairobi übersiedelte. Nach dem Tod des Songwriters Dennis Kalume Harrison im Jahre 1992 stand die Band vor der Auflösung; George Zirro verließ die Band, um an einer Solokarriere weiterzuarbeiten. Trotzdem bestand die Gruppe unter wechselnder Besetzung fort und benannte sich 2002 in „Uyoga“ um, wobei jedoch der frühere Name inoffiziell weitergeführt wurde. Heute ist von der Startformation nur noch Teddy Kalanda erhalten, hinzu kommen Henry Ndenge Saha und Ben Mutwiwa.
Neben ihrer Tätigkeit als Musiker fungiert die Band auch als Produzent für Nachwuchskünstler. Im Jahre 2009 erhielt John Katana, stellvertretend für Them Mushrooms, von Präsident Mwai Kibaki persönlich eine der höchsten Auszeichnungen Kenias (Head of State Commendation).

## Diskographie (Auswahl)
- Jambo Bwana (1980)
- Mama Africa (1983)
- New Horizons (1985)
- At the Carnivore (1987)
- Going Places (1988)
- Zilizopendwa 91 (1991)
- Kazi Ni Kazi (1996)
- Ni Hiyo (1998)
- Oh! Twalia (1998)
- Jambo Bwana (1999)
- Zilizopendwa 2000 (2000)
- Uyoga (2004)